# Серафимы

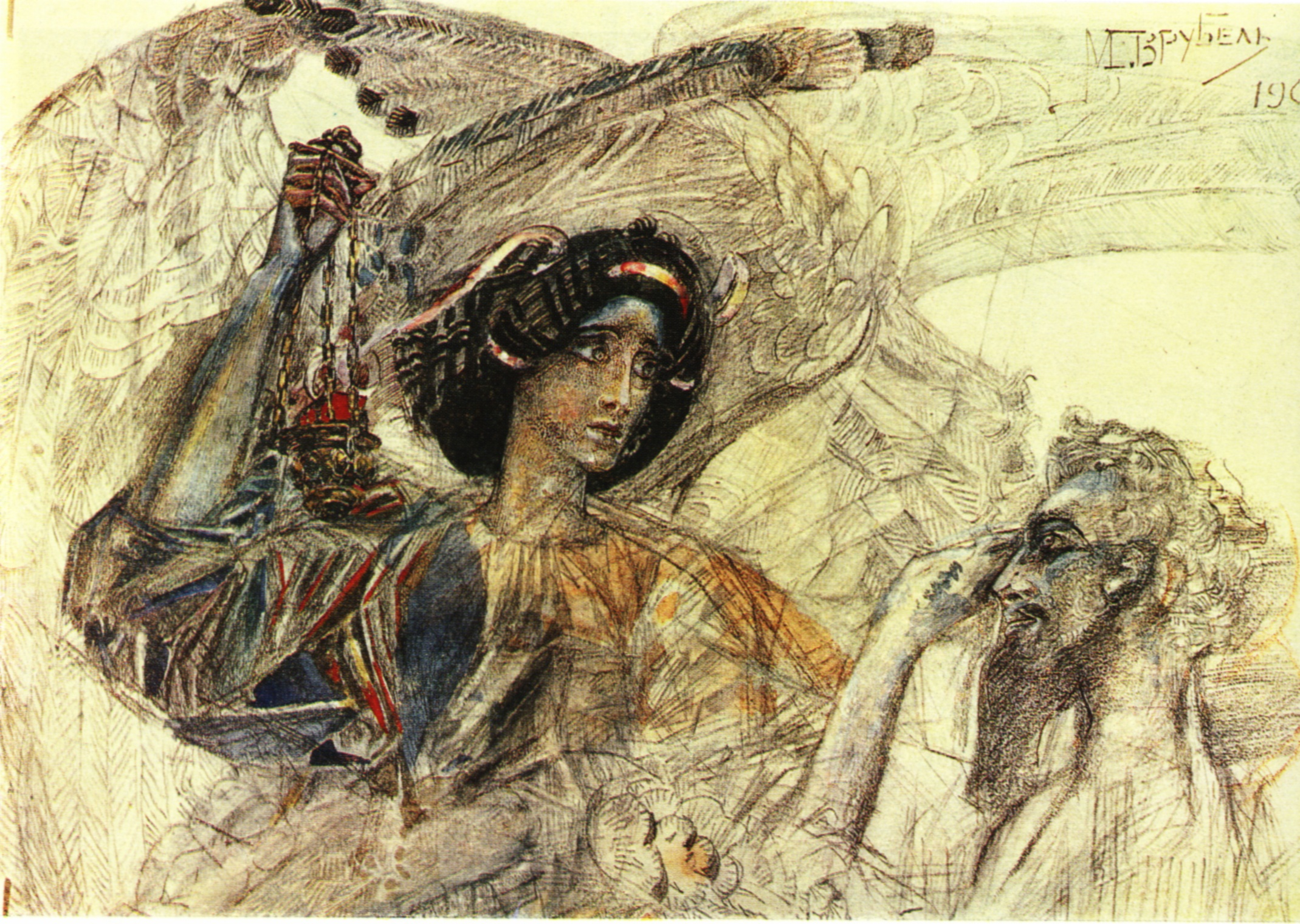
«Шестикрылый серафим»
(М. А. Врубель, 1905 год)

Серафи́мы (ивр. שְׂרָפִים‎; множественное число от שָׂרָף‎ — «пылающий, огненный») в иудейской и христианской традиции — высший ангельский чин, наиболее приближенный к Богу.

## Этимология и интерпретация имени
Древнееврейское слово «серафим» (שְׂרָפִים‎, śrāfîm — множественное число; ивр. שָׂרָף‎, śārāf — единственное число) имеет значения: пылающий, огненный. Некоторые считают, что слово «серафим» означает «змееподобную молнию», другие ученые связывают его с египетским словом seref, или «грифон».
Эти значения используются в следующих местах Священного писания:
- «И послал Господь на народ ядовитых змеев, которые жалили народ» (Чис. 21:6).
- «И сказал Господь Моисею: сделай себе змея и выставь его на знамя» (Чис. 21:8).
- «не радуйся, земля Филистимская, что сокрушен жезл, который поражал тебя, ибо из корня змеиного выйдет аспид, и плодом его будет летучий дракон» (Ис. 14:29).

## В Библии

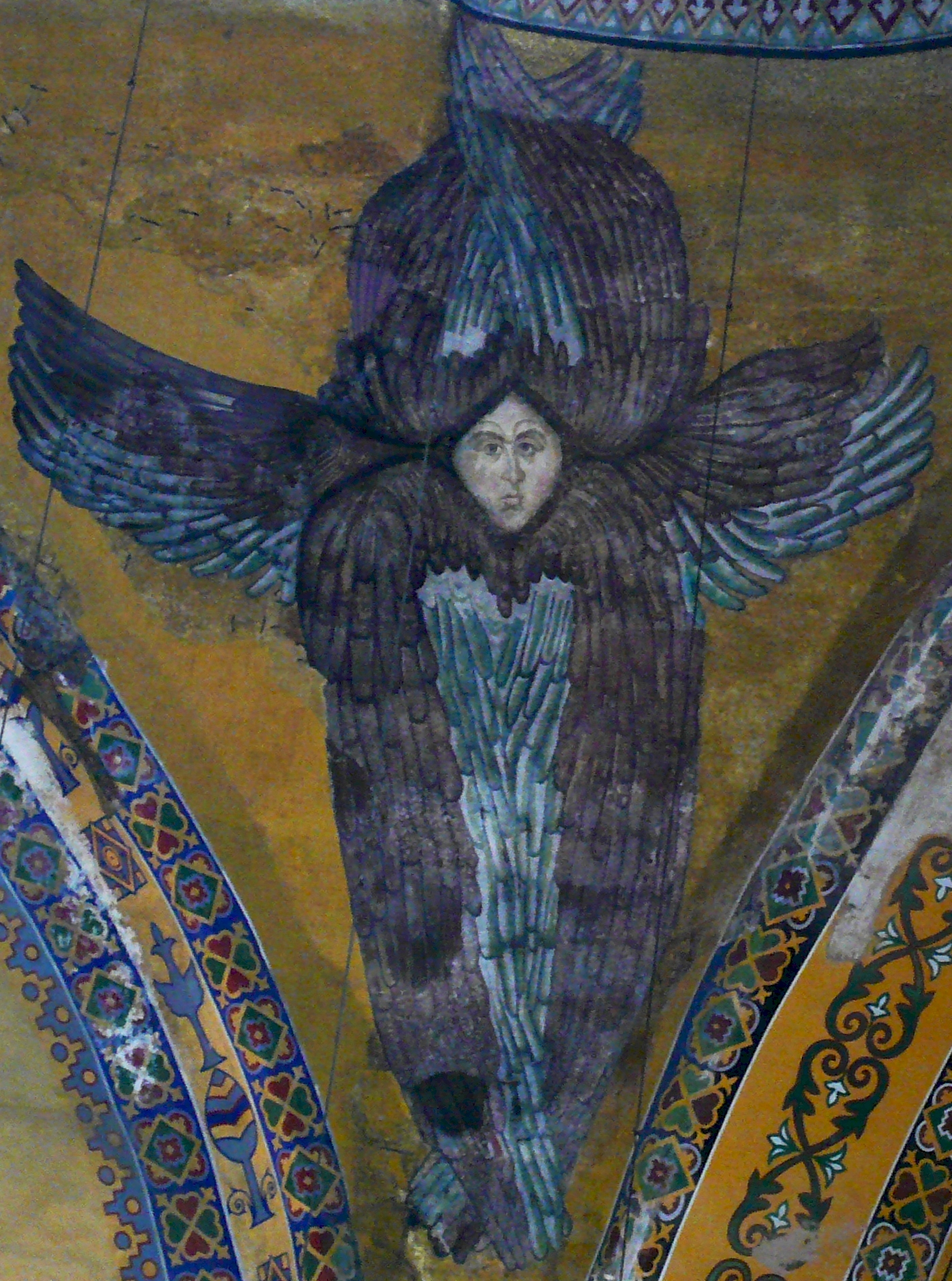
Серафим. Изображение в Соборе Святой Софии, Стамбул

Согласно различным упоминаниям из апокрифических и канонических источников, серафимы есть ангелы, стоящие вокруг Бога. 
Единственное упоминание серафимов в Библии находится в ветхозаветной Книге пророка Исаии; они появляются в его рассказе о видении:

Вокруг Него стояли Серафимы; у каждого из них по шести крыл: двумя закрывал каждый лице своё, и двумя закрывал ноги свои, и двумя летал.
И взывали они друг ко другу и говорили: Свят, Свят, Свят Господь Саваоф! вся земля полна славы Его!
— Ис. 6:2—3
Серафимы прикрывают крыльями лица, чтобы не видеть лица Бога. Несколькими строфами ниже к пророку прилетает серафим, чтобы горячим углём очистить мужчину от скверны:
«Тогда прилетел ко мне один из Серафимов, и в руке у него горящий уголь, который он взял клещами с жертвенника, и коснулся уст моих и сказал: вот, это коснулось уст твоих, и беззаконие твое удалено от тебя, и грех твой очищен» (Ис. 6:6).

## Дионисий Ареопагит
Основываясь на отрывке из Книги пророка Исаии, Дионисий Ареопагит определяет серафимов как первых среди ангельских чинов и связывает их природу с пламенной, горящей любовью к свету и чистоте.
В своём сочинении «О небесной иерархии» он пишет, что имя серафим показывает непрестанное и всегдашнее их стремление к Божественному, их горячность и быстроту, их пылкую, постоянную, неослабную и неуклонную стремительность, — также их способность действительно возводить низших в горние; равно как означает способность, опаляя и сожигая, таким образом очищать их, — всегда открытую, неугасимую, постоянно одинаковую, светообразную и просвещающую силу их, прогоняющую и уничтожающую всякое омрачение.

## Внешний вид

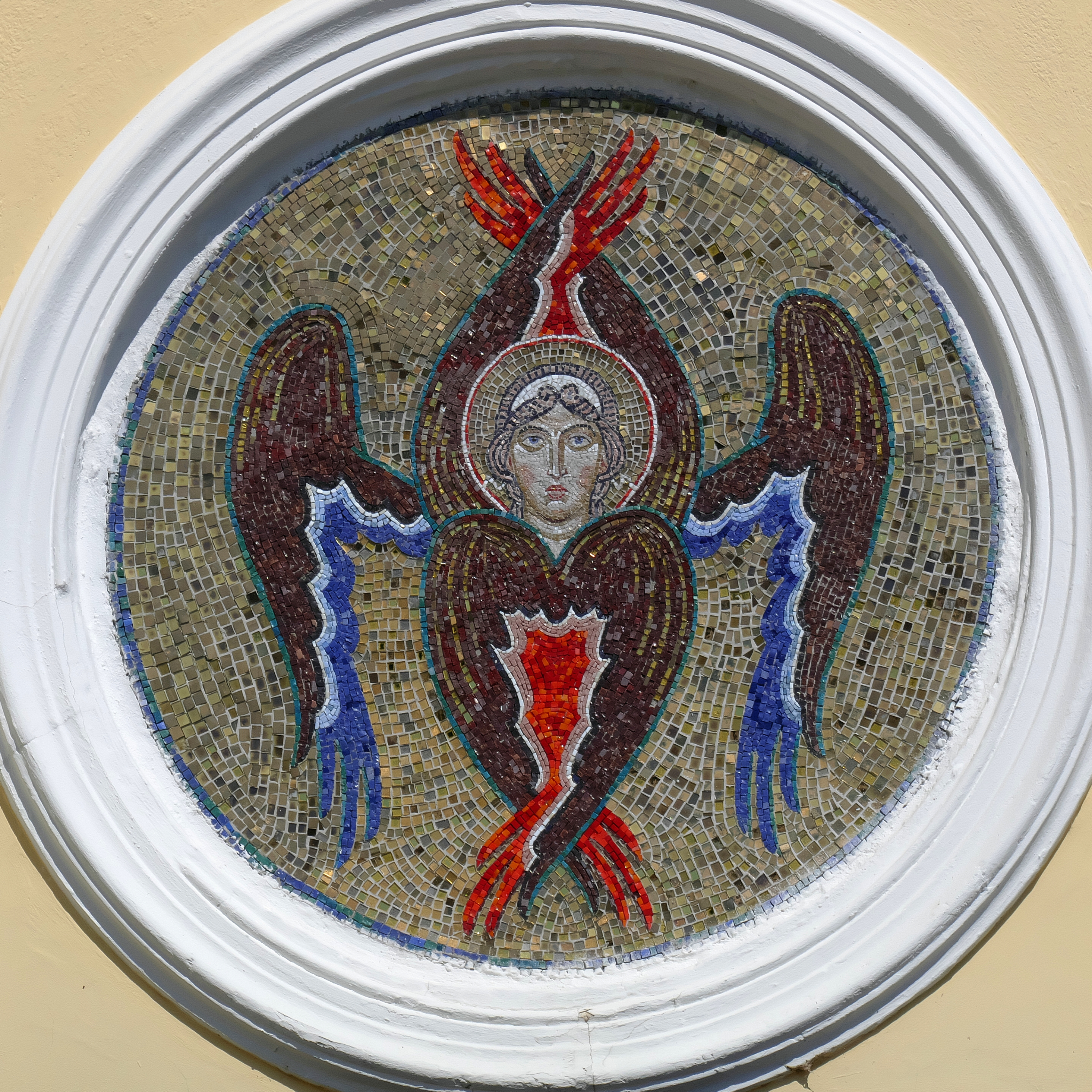
Мозаика с изображением серафима. Фрагмент фасада Никольской церкви. Вознесенская Давидова пустынь (Московская область)

Из пояснений Исаии и Дионисия, художникам прошлого было крайне трудно вывести точный зрительный образ серафимов, который, по одной из версий, мог бы уходить корнями в облик существовавших ранее духовных существ родом из сирийских мифов, датировавшихся первым тысячелетием до н. э., или в изобразительное искусство Вавилона и Ассирии, откуда со всеми первыми представлениями об ангелах по одному из предположений мигрировал в иудейский и христианский мир.

## В искусстве

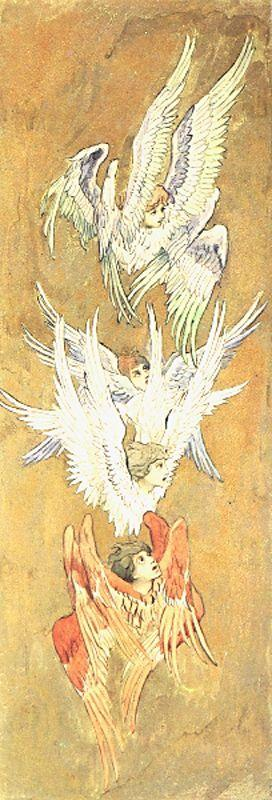
Серафимы,Виктор Васнецов,1885—1896

### В литературе
- Стихотворение А. С. Пушкина «Пророк»[6] описывает встречу с серафимом.
- Упоминается в стихотворении Э. По «Призрачный замок», перевод Н. Вольпин.
- Упоминается в стихотворении Э. По «Аннабель Ли», перевод В. Я. Брюсова.
- Николай Гумилёв упоминает серафима в своём стихотворении «О тебе».
- В стихотворении Владимира Соколова «Я устал от двадцатого века» серафим предстаёт как обобщённый образ, связанный с восприятием трагизма современного мира и неоднозначности актуальной в настоящее время проблемы прав человека.
- Упоминается в серии книг Кассандры Клэр «Орудия смерти».
- «Последний Серафим» — постапокалиптическая манга, написанная Такаей Кагами и проиллюстрированная Ямато Ямамото.

### В живописи
- «Серафимы» В. М. Васнецова, 1885—1896.
- «Шестикрылый серафим» М. А. Врубеля, 1904 год.
- «Шестикрылый серафим» М. А. Врубеля, 1905 год.

### В песнях
- К серафиму обращается Борис Гребенщиков в песне «Бурлак».
- В песне группы «Агата Кристи» «Аусвайс на небо» происходит диалог между Серафимом и человеком.
- В песне группы «Ундервуд» «Это судьба» так же упоминается Серафим.
- В песне группы «Слот» «Ангел О. К.» «Серафим — шестикрылый гид, Ангел-предохранитель, мой сателлит…»
- В песне группы «Наутилус Помпилиус» «Труби, Гавриил!».
- В песне группы «The Silent Comedy» «Bartholomew».
- В песне исполнителя «TVETH» «Seraphim».
- В песне исполнителя «SALUKI» «Тупик».
- В песне исполнителя DPR Ian «Seraph».
- В песне исполнителя «Pyrokinesis» «Стотысячекрылым».

### В сериалах
- В сериале Отель Хазбин, появились два серафима Сэра и Эмили